# Miriam Rodríguez
Miriam Rodríguez Gallego (Pontedeume, 30 settembre 1996) è una cantante spagnola.

## Biografia
Nata in una cittadina di mare della Galizia, Miriam Rodríguez ha ottenuto un bachillerato in Arti performative a Ferrol e si è successivamente trasferita nella capitale spagnola per continuare i suoi studi in arte drammatica e teatro. Si è avvicinata al mondo dello spettacolo sin da piccola, cantando in bar e locali galiziani e recitando in due puntate della serie televisiva Serramoura. Nel 2013 ha vinto il concorso canoro Canta Ferrol.
Ad ottobre 2017 è stata annunciata come una dei diciotto concorrenti della nona stagione di Operación Triunfo, la versione spagnola del format Star Academy. È arrivata fino alla finale, dove si è classifica terza. La compilation con le sue esibizioni dal vivo al programma ha raggiunto il 5º posto nella classifica spagnola degli album.
Il 29 gennaio 2018 ha partecipato alla selezione spagnola per l'Eurovision Song Contest 2018 con tre brani: Lejos de tu piel come solista, Magia con Agoney Hernández, e Camina con Amaia Romero, Ana Guerra, Aitana Ocaña e Alfred García. I brani si sono classificati rispettivamente 4º, 5º e 9º su nove partecipanti.
Dopo la sua partecipazione ad Operación Triunfo Miriam Rodríguez ha firmato un contratto con la Universal Music. Il singolo di lancio per il suo album, Hay algo en mí, è stato composto da lei stessa in solitario e ha raggiunto la 23ª posizione nella classifica spagnola dei singoli. Un secondo singolo, No!, si è fermato al 38º posto. L'album di debutto Cicatrices è uscito a novembre 2018 e ha debuttato alla vetta della classifica degli album. È stato certificato disco d'oro per le oltre 20 000 copie vendute.

## Discografia

### Album in studio
- 2018 – Cicatrices

### Raccolte
- 2018 – Sus canciones

### Singoli
- 2018 – Mejor sin miedo
- 2018 – Camina (con Amaia Romero, Ana Guerra, Aitana Ocaña e Alfred García)
- 2018 – Magia (con Agoney Hernández)
- 2018 – Lejos de tu piel
- 2018 – Hay algo en mí
- 2018 – No!